# 長倉久子
長倉 久子（ながくら ひさこ、1940年10月10日 - 2008年1月11日）は、日本の宗教哲学者、キリスト教神学者。専門は西洋中世哲学史、特にトマス・アクィナスとボナヴェントゥラ。南山大学名誉教授。

## 人物
1940年に静岡市に生まれる。1959年、静岡県立静岡高等学校卒業。京都大学大学院文学研究科博士課程修了。南山大学人文学部キリスト教学科教授。ストラスブール大学宗教学博士・神学博士。
2008年1月11日、膵臓がんにより死去。

## 著書
- 『トマス・アクィナス『神学大全』語彙集』編者代表、新世社、1988年
- 長倉久子訳・注解 『ボナヴェントゥラ　魂の神への道程』創文社、1993年
- 長倉久子訳・注解 『トマス・アクィナス 神秘と学知－ボエティウス「三位一体論」に寄せて　翻訳と研究』創文社、1996年
- 長倉久子『恩寵の旅路』知泉書館、2007年
- 長倉久子・松村良祐 共訳・注解『トマス・アクィナス　自然の諸原理について』知泉書館、2008年
- 長倉久子『トマス・アクィナスのエッセ研究』知泉書館、2009年